# Fire/Jericho
Fire / Jericho – tytuł czwartego singla brytyjskiej formacji The Prodigy. Singel miał swą premierę 7 września 1992 r. i promował wydany 3 tygodnie później album Experience. Płytka dotarła do 11. miejsca na liście najlepiej sprzedających się singlii w Wielkiej Brytanii.

## Lista utworów

### 7" vinyl (XLS 30)
A. "Fire" (Edit) (3:21)
B. "Jericho" (Original Version) (3:47)

### 12" vinyl (XLT 30)
1. "Fire" (Burning Version) (4:42)
2. "Fire" (Sunrise Version) (5:05)
3. "Jericho" (Original Version) (3:47)
4. "Jericho" (Genaside II Remix) (5:45)

### CD singel (XLS 30 CD)
1. "Fire" (Edit) (3:21)
2. "Jericho" (Original Version) (3:47)
3. "Fire" (Sunrise Version) (5:05)
4. "Jericho" (Genaside II Remix) (5:45)

## Elektra CD single
1. "Fire" (Edit) (3:21)
2. "Jericho" (Original Version) (3:47)
3. "Fire" (Sunrise Version) (5:05)
4. "Jericho" (Genaside II Remix) (5:45)
5. "Pandemonium" (4:25)